# 普雷法耶
普雷法耶（法語：Préfailles，法語發音：[pʁefaj] ⓘ）是法国大西洋卢瓦尔省的一个市镇，位于该省西部，属于圣纳泽尔区。普雷法耶是一座海滨小镇，位于波尔尼克西部。

## 地理
普雷法耶（47°7'42"N, 2°12'54"W）面积4.88 平方千米，位于法国卢瓦尔河地区大区大西洋卢瓦尔省，该省份为法国西北部沿海省份，位于布列塔尼半岛东南部，北起伊勒-维莱讷省，西北接莫尔比昂省，西临大西洋，南至旺代省，东临曼恩-卢瓦尔省。
与普雷法耶接壤的市镇（或旧市镇、城区）包括：滨海拉普兰、波尔尼克。
普雷法耶的时区为UTC+01:00、UTC+02:00（夏令时）。

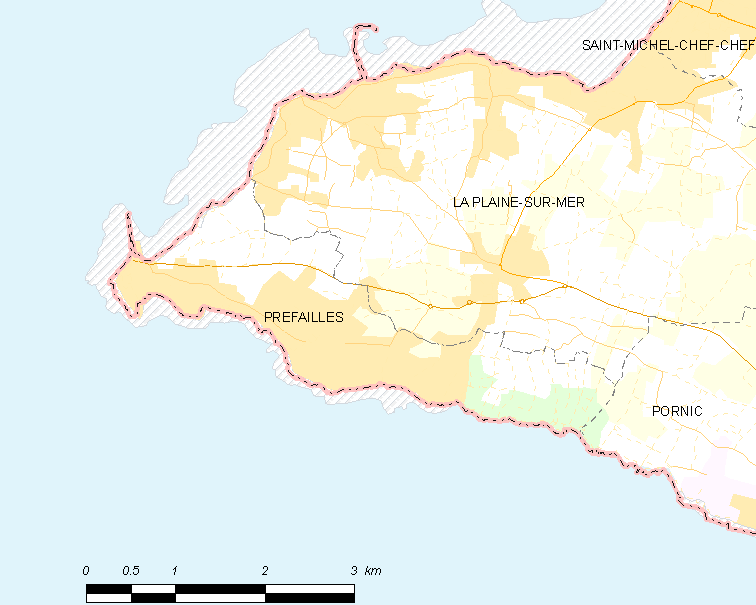
普雷法耶的OSM定位图

## 行政
普雷法耶的邮政编码为44770，INSEE市镇编码为44136。

## 政治
普雷法耶所属的省级选区为波尔尼克县。

## 人口

1962-2008年间普雷法耶人口变化图示

普雷法耶于2022年1月1日时的人口数量为1246人。